# نوجة ده كوة (قوريغل)
نوجة ده کوة (بالفارسية: نوجه‌ده کوه) هي مستوطنة تقع في إيران في قسم قوريغل الريفي. يقدر عدد سكانها بـ 700 نسمة .